# Monte Piana
Il monte Piana (o monte Piano come lo ricordano le fonti austriache) è una montagna delle Dolomiti di Sesto alta 2.324 m s.l.m.. Alla sua sommità passa il confine amministrativo tra il Veneto e la provincia autonoma di Bolzano che in pratica coincide con la frontiera che nel 1753 separava la Repubblica di Venezia dall'Impero austriaco. Oggi, benché l'intera montagna appartenga geograficamente all'Alto Adige (bacino della Rienza), amministrativamente la maggior parte di essa è situata nel comune di Auronzo di Cadore, nella veneta provincia di Belluno.

## Descrizione
Il rilievo è all'interno del parco Naturale Tre Cime tra le Tre Cime di Lavaredo ed il lago di Misurina. Il monte Piana fu teatro durante la prima guerra mondiale di uno scontro durato oltre due anni tra il Regio Esercito e l'esercito austro-ungarico ed oggi è un vero e proprio "museo all'aperto" dove è possibile visitare il campo di battaglia situato in tutta la sua sommità. Questo è stato in parte riadattato e ricostruito grazie al lavoro degli Alpini e di alcune associazioni di volontari, che grazie ad un lungo lavoro hanno ricostruito buona parte delle trincee e restaurati o almeno in parte liberato dai detriti, molti punti d'osservazione, ricoveri e alcune gallerie.

### Inquadramento topografico
Il monte Piana si erge tra l'estremo nord della provincia di Belluno e quella di Bolzano, precisamente tra il comune di Auronzo di Cadore e il comune di Dobbiaco. Le sue coerenze di rilevanza topografica o relative agli avvenimenti legati al conflitto sono svariate.
Il monte ha una forma squadrata e tozza che incombe a nord sulla valle della Rienza, ad ovest sulla val di Landro, a sud sulla val Popena Bassa e a est sulla val Rimbianco. Il lato occidentale sovrasta perfettamente il lago di Landro, ricevente del rio val Fonda che nasce ad ovest nella val di Landro.
Questa cima morfologicamente non presenta le caratteristiche tipiche delle montagne dolomitiche che lo circondano; la sua sommità è praticamente pianeggiante e presenta due piccole cime, una a sud (2.324 m) denominata monte Piana ed una a nord (2.320 m) denominata monte Piano, che durante la Grande Guerra erano occupate rispettivamente dagli italiani e dagli austriaci, unite dalla forcella dei Castrati (2.201 m) che unisce idealmente le due metà del monte. Dalla sommità la vista spazia a 360° sulle montagne circostanti; a nord il monte Rudo e le sue pendici della Croda dei Rondoi sono divise dal Monte Piana dalla forra della valle della Rienza; ad est la val Rimbianco bassa separa il Piana dal Sasso Gemello e dalla Croda dell'Arghena. Mentre nel tratto sud/est i Cadini di Misurina separano il Piana da tre colli, quello delle Saline, quello della Selva e dei Tocci; a sud infine il lago di Misurina lo separa dal monte Cristallino e da monte Fumo.

### Geografia
Il monte Piana fa parte della sottosezione alpina delle Dolomiti di Sesto, di Braies e d'Ampezzo nelle Alpi orientali; è circondato da alcune delle più belle montagne delle Dolomiti, come le Tre Cime di Lavaredo, il monte Cristallo, la Croda dei Rondoi e l'altopiano di Prato Piazza. La sua struttura orografica è semplice, interamente dolomitica, con una stratificazione quasi del tutto orizzontale; il monte Piana è isolato da tutti i lati da pareti ripide e dirupi che rivelano la sua origine tettonica con profondi solchi circostanti rappresentati dalle valli sopra citate. L'unico versante facilmente accessibile è quello rivolto a sud-est, anch'esso decisamente ripido ma raccordato alla zona del col delle Saline mediante declivi pietrosi ricoperti di mughi.
La sommità dell'acrocoro è occupata da un pianoro allungato verso nord lungo quasi due chilometri e largo nel punto massimo circa 700 metri, diviso in due settori ben distinti da un avvallamento detto "forcella dei Castrati", da dove scende verso la val Rimbianco l'omonimo vallone. L'ambiente è quasi totalmente roccioso, scabro e carsico, completamente privo di fonti d'acqua e quasi completamente spoglio di vegetazione, se si escludono i rari mughi e le piante alpine che ogni anno regalano una breve fioritura primaverile.

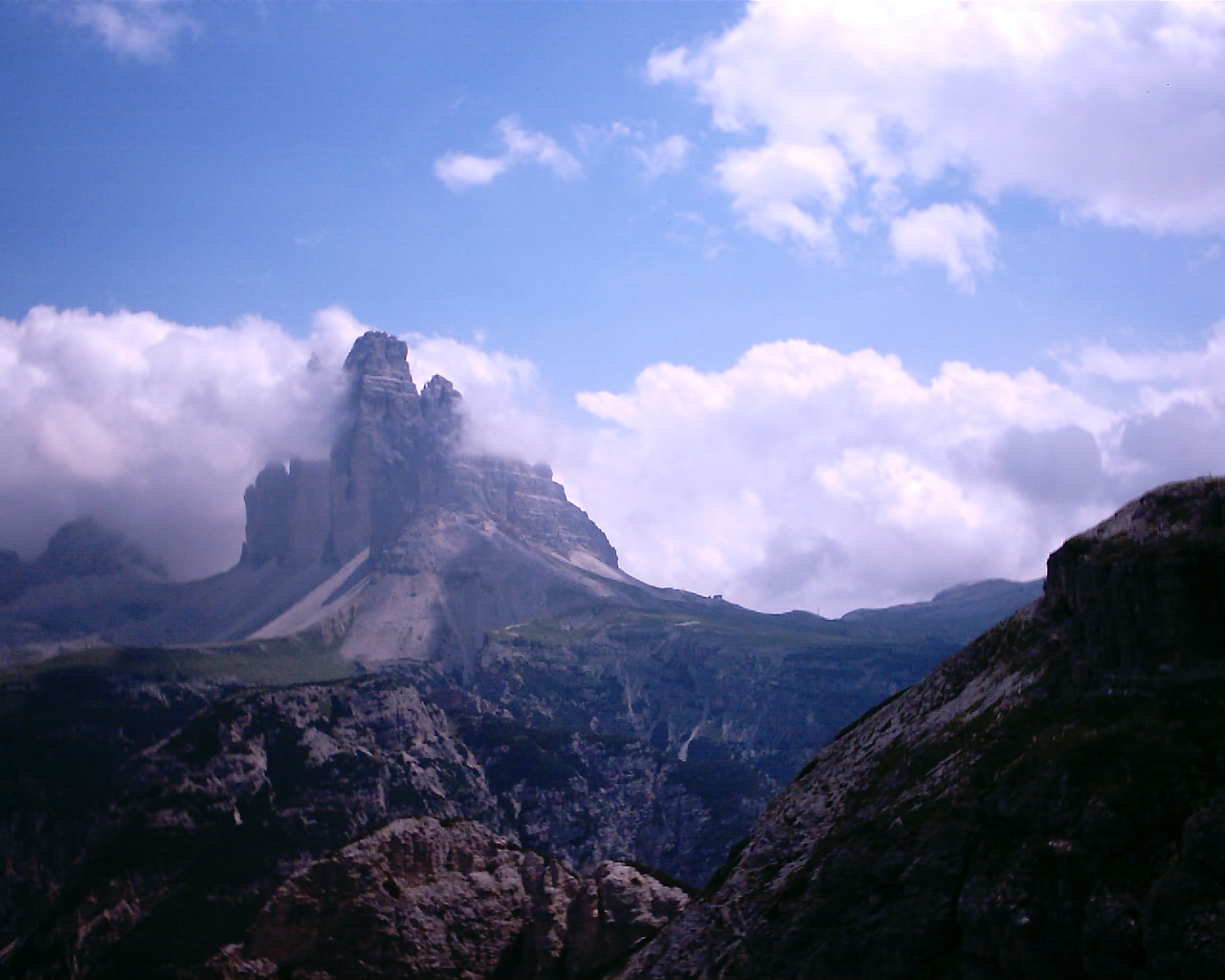
Vista sulle Tre Cime di Lavaredo dal monte Piana.

Il pianoro meridionale è globalmente più ampio e più comodamente accessibile di quello settentrionale; esso culmina a 2.324 m in un cocuzzolo poco marcato situato nei pressi della Piramide Carducci, singolare monumento dedicato al poeta compositore dell'Ode al Cadore distrutto durante la Grande Guerra e ricostruito nel 1923. Il pianoro settentrionale è leggermente più basso, a picco sul lago di Landro e circondato da tre lati da vere e proprie pareti rocciose; munitissimo di trincee e gallerie, fu teatro di combattimenti furiosi in un'area non molto più ampia di un campo da calcio. Durante la guerra, per distinguerli, i due pianori erano rispettivamente chiamati "monte Piana" quello meridionale occupato dalle truppe italiane e "monte Piano" quello settentrionale occupato dagli austriaci.

## Storia
Il nome del monte, evidentemente dovuto alla sua forma, è antico; Monteplana è citato fra i beni attribuiti al monastero benedettino di San Candido dall'Imperatore Ottone II in un diploma datato attorno al 925 d.C. che ribadirebbe una più antica donazione del duca Tassilone III di Baviera.
Nel 1866, dopo la conclusione della terza guerra d'indipendenza, l'Austria fu costretta dai trattati a cedere il Veneto, ma non volle però cedere nella delimitazione dei confini, conservando così il pieno dominio sulle creste e sui punti più alti lungo tutta la frontiera, garantendosi un vantaggio sotto il punto di vista militare: la commissione paritaria italo-austriaca decise che sul monte Piana la frontiera sarebbe coincisa con il vecchio tracciato del 1753, che divideva la Repubblica di Venezia dall'Impero austriaco, lasciando all'Austria la val Rienza. Questo fu, lungo tutta la frontiera, l'unico punto in cui l'Italia aveva un vantaggio dal punto di vista militare; il pianoro sommitale era per i 2/3 in possesso italiano, le pendici meno scoscese erano tutte a favore del territorio italiano e il monte stesso rappresentava un vero e proprio cuneo sulla val di Landro (Höhlensteintal, Dürrental) e quindi una posizione vantaggiosa per un'eventuale avanzata militare verso la sella di Dobbiaco (Toblacher Sattel) e quindi la val Pusteria (Pustertal).
Nel periodo dal 1792 al 1815, durante le guerre napoleoniche, tutta la val Pusteria fu teatro di scontri e Dobbiaco passò per un breve periodo (1809–1814) sotto il dominio italiano. Dalla seconda metà dell'Ottocento, dopo la fine della guerra franco-prussiana, Dobbiaco divenne una meta turistica grazie all'apertura della linea ferroviaria Vienna-val Pusteria ("Südbahnlinie"). Nel 1871, con la costruzione di un albergo della medesima "Südbahngesellschaft" (oggi centro culturale e congressi Grand Hotel), la fama di Dobbiaco come luogo di cura e soggiorno aumentò considerevolmente.
Gli austro-ungarici non abbassarono mai l'attenzione sul monte Piana, nonostante fosse ormai soprattutto una meta turistica, e fin dai primi anni sbarrarono completamente l'accesso alla valle di Landro subito dopo l'abitato di Carbonin (Schluderbach), con il forte di Landro supportato da artiglierie in caverna posizionate sul monte Rudo (Rautkofel) e sul monte Specie (Strudelkopf). Inoltre, questo apparente vantaggio italiano era contrastato anche negli eventuali movimenti di truppe sulla sommità del Piana, in quanto tutto il tavolato era controllato dalle posizioni d'osservazione sul monte Cristallo (Kristallkopf) e di cima Bulla (Bullkopf) e tenuto sotto il costante controllo delle artiglierie piazzate nei forti di Landro a nord e Prato Piazza (Plätzwiese) ad ovest, nonché dalle bocche da fuoco situate sulla Torre dei Scarperi (Schwabenalpenkopf) e sulla Torre di Toblin (Toblinger Knoten); l'accesso a Dobbiaco era praticamente sigillato. Gli avvenimenti per cui il monte Piana è oggi meta di migliaia di turisti risalgono a poco più di cent'anni fa, durante la prima guerra mondiale.

### La Grande Guerra

Spettacolare via d'accesso italiana alla sommità di monte Piana

Alla dichiarazione di guerra dell'Italia all'Austria-Ungheria il 24 maggio 1915, sul monte Piana e nelle sue valli furono mandati sette/otto battaglioni dei trentacinque di stanza tra San Candido e lo Stelvio. Il monte Piana rientrava nel settore operativo della IV Armata comandata dal tenente generale Luigi Nava, le cui unità erano divise in due settori, Cordevole e Cadore, il primo di competenza del IX Corpo d'armata e il secondo, di cui faceva parte il settore di monte Piana, di competenza del I Corpo d'armata comandato dal tenente generale Ottavio Ragni.
Il 24 maggio il Piana fu occupato da due plotoni di alpini della 96ª compagnia, battaglione Pieve di Cadore, del 7º reggimento. Altri alpini della 67ª compagnia intorno alle 08:30 vennero colpiti da una scarica d'artiglieria sparata da monte Rudo mentre stavano lavorando sulla strada da Misurina per monte Piana; furono i primi caduti italiani su una montagna che in meno di due anni fece circa 14.000 vittime da entrambi gli schieramenti.
Qui venne ferito a morte, il 7 giugno 1915, il sottotenente Antonio De Toni (7º reggimento, 268ª compagnia, batt. Val Piave), primo caduto della comunità universitaria padovana.
Alla resa dei conti i due anni di guerra sul monte Piana portarono sostanzialmente ad un nulla di fatto: i due contendenti per due lunghi anni si combatterono su un fazzoletto di terra, senza mai riuscire a soverchiare le forze nemiche, e il 3 novembre 1917 le postazioni sul Piana vennero abbandonate dai reparti italiani per ripiegare e schierarsi sulla linea del Grappa nel tentativo di resistere all'offensiva austro-ungarica di Caporetto.

### Il dopoguerra

#### Nasce il Museo all'Aperto
Tra il 1977 e il 1981, su iniziativa del Colonnello austriaco Walther Schaumann, venne istituito il "Museo Storico all'aperto di Monte Piana" visitabile da tutti gratuitamente. I lavori per la risistemazione della trincee furono effettuati dal gruppo "Amici delle Dolomiti" (Dolomitenfreunde) con la ricostruzione dei camminamenti, delle trincee, delle gallerie e delle scalinate dell'epoca. Ogni anno dal 1983 il lavoro di ripristino delle trincee viene effettuato durante i primi quindici giorni di agosto, ad opera della "Fondazione Monte Piana" e degli "Amici delle Dolomiti" (che per l'occasione hanno costituito il "Gruppo Volontari Amici del Piana").

#### "Associazione Amici del Monte Piana"

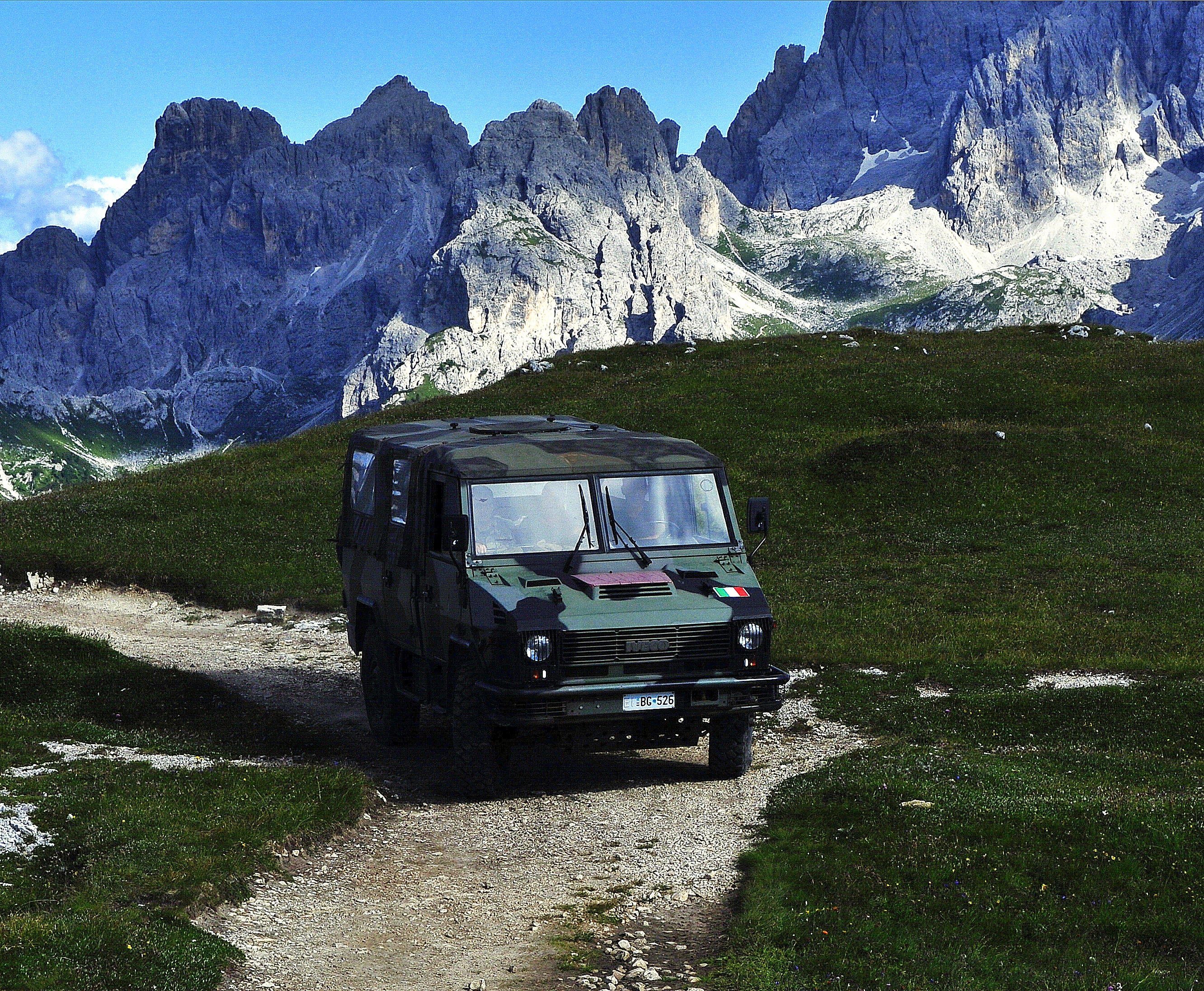
Un VM 90 degli Alpini mentre trasporta materiale nell'ambito degli aiuti dell'esercito all'associazione Amici del Monte Piana

Nel 1981, durante l'incontro usuale della prima domenica di settembre, dedicato alla commemorazione dei caduti di Monte Piana, avvenne la consegna del Museo Storico all'aperto alla "Fondazione Monte Piana" da parte degli "Amici delle Dolomiti", che cambiarono quindi zona di lavoro. Nel 1983, il neo costituito "Gruppo Volontari Amici del Piana" inizia la sua paziente opera di intervento su quegli elementi che ogni anno risultano danneggiati dalle intemperie e dal disgelo.
Da quell'anno i volontari si impegnano nel ricostruire fedelmente i tratti di muro a secco crollati durante l'inverno; recuperano ciò che resta dei vecchi ricoveri, ripristinano le struttura in legno e attuano una radicale pulizia della montagna dai rifiuti, in rispetto del fatto che tale sito è divenuto area protetta. Vengono, inoltre, manutenzionati i sentieri di accesso dalle valli circostanti e curata la relativa segnaletica, inizialmente coadiuvati dal colonnello a riposo Elio Scarpa.
Nel 1986 il Gruppo dedica il suo nome all'appena scomparso vicepresidente della "Fondazione Monte Piana", Elio Scarpa, a cui venne così reso il merito di aver reso possibile l'avvio di tale iniziativa. Ma un sostegno al lavoro avvenne anche da parte dell'esercito italiano per mano del Comando Truppe Alpine, per cui il gruppo di volontari può usufruire, durante lo svolgimento dei lavori, di un mezzo fuoristrada, di tende e diversi materiali, oltre al valido aiuto del personale militare posto a disposizione, per una collaborazione che perdura ancora oggi.

#### La Campana dell'Amicizia

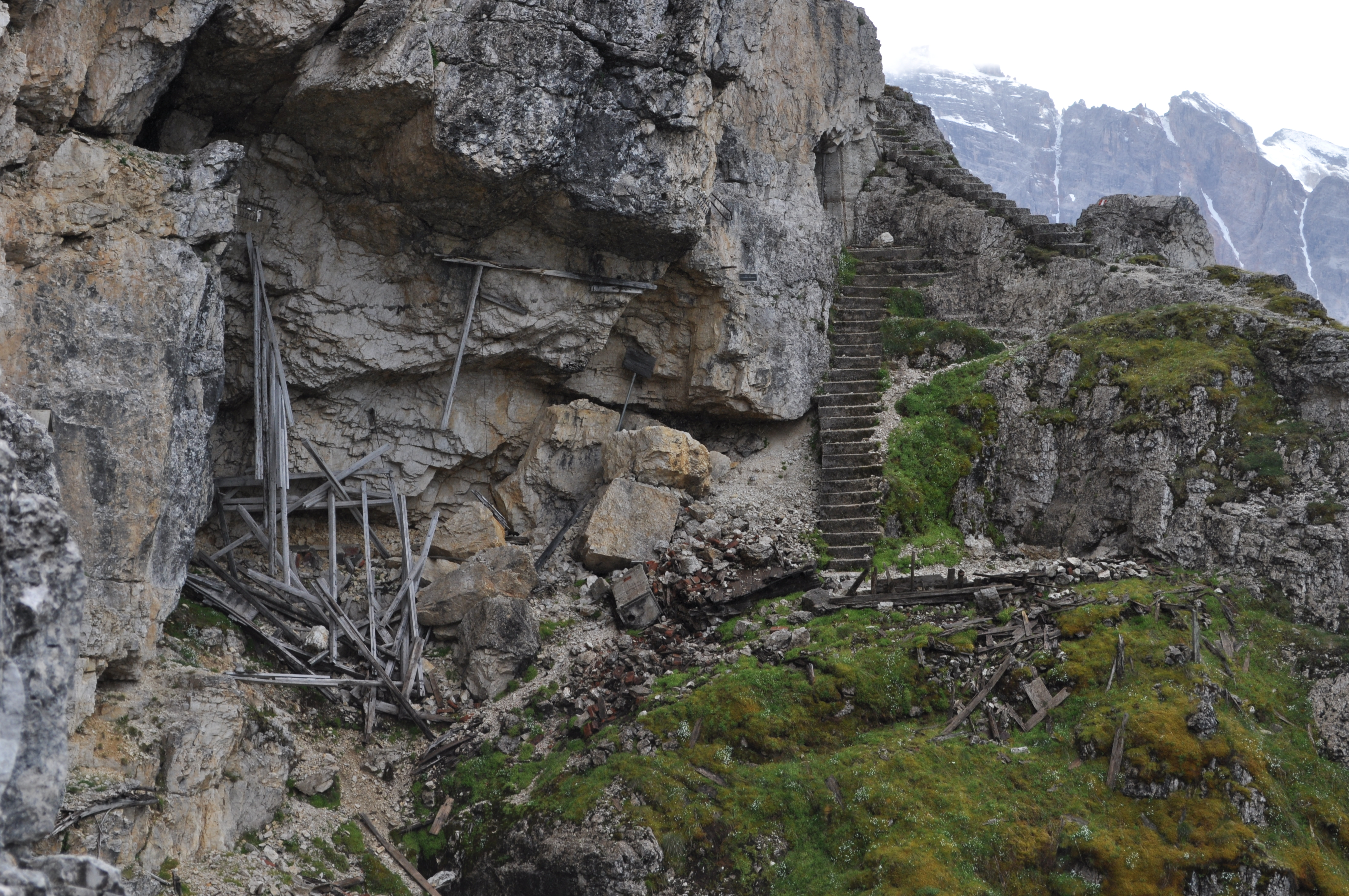
Alcuni resti di baraccamenti austriaci sulla parete nord di monte Piana

Nel 1988, in occasione del 70º anniversario della fine della Grande Guerra, sulla vecchia linea del fronte, lungo la forcella dei Castrati, è stata posizionata la "campana dell'amicizia e della concordia". La sua costruzione si deve all'alpino e successivamente poeta, Sergio Paolo Sciullo della Rocca. Nel giorno della sua inaugurazione la campana fu benedetta da don Michele D'Auria, che fu cappellano militare degli Arditi durante la campagna di Russia.
La campana fu realizzata in memoria delle vittime, ma soprattutto come monito per le nuove generazioni. 
Vicino all'opera, si trova una targa commemorativa, che ricorda la visita del re Vittorio Emanuele III su questo fronte della guerra.

### Il rifugio Maggiore Angelo Bosi

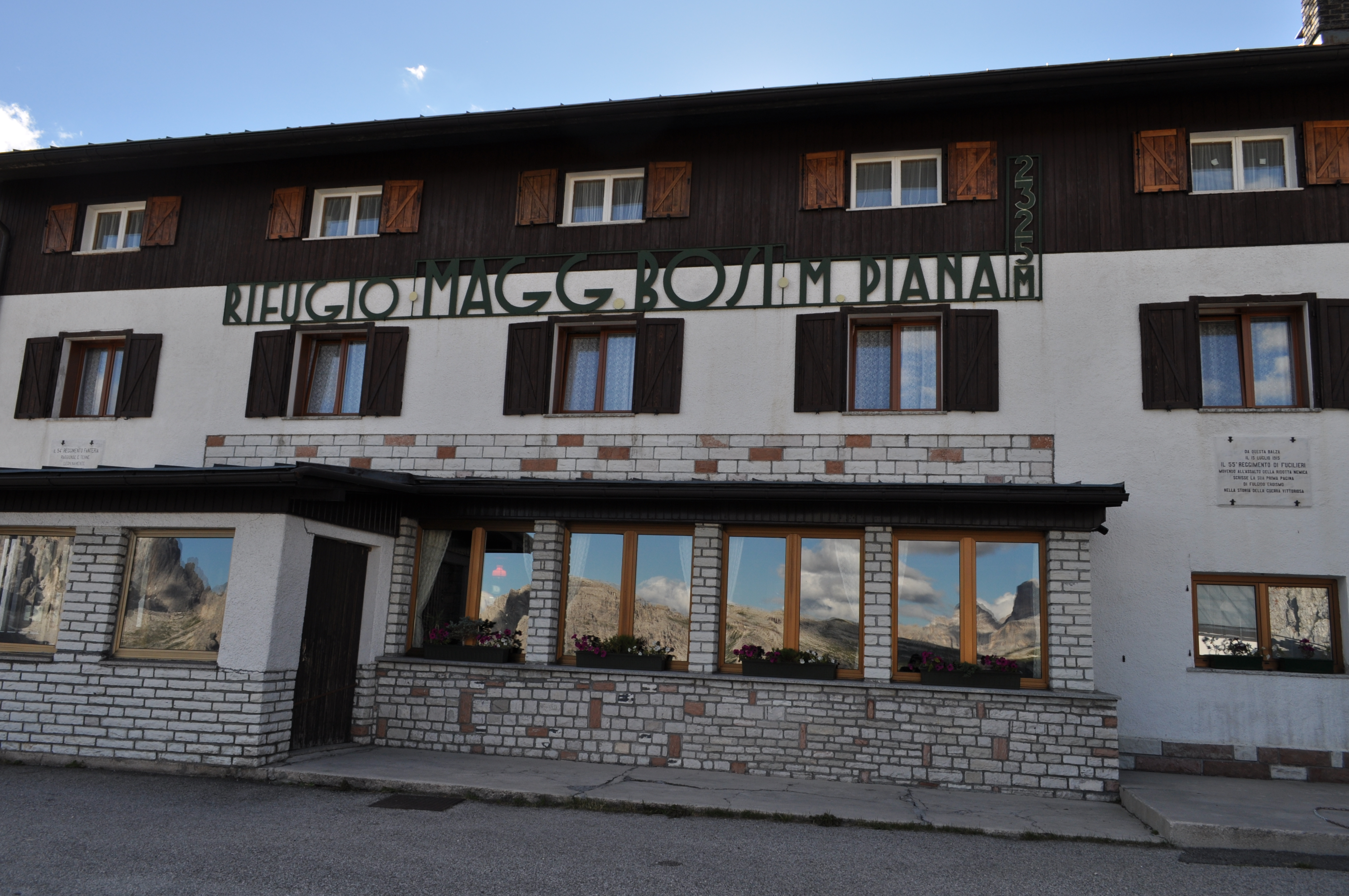
La facciata del rifugio Angelo Bosi

Nel 1962 il Cavalier Giovanni De Francesch acquistò un complesso di numerose baracche che durante la Grande Guerra costituivano il comando italiano in questa zona del fronte e vi costruì quello che ancora oggi è l'unico posto di ristoro di monte Piana, il rifugio Angelo Bosi dedicato al maggiore del 55º Fanteria che nel 1915 perse la vita durante uno scontro su questa montagna.
Ad oggi il rifugio presenta nelle pareti esterne alcuni lapidi commemorative che ricordano i cruenti scontri che il Regio Esercito affrontò in quel fazzoletto di fronte.
A fianco del rifugio venne inoltre costruita una piccola "Cappella degli Eroi" dedicata ai caduti di monte Piana. All'interno del Rifugio si può visitare un piccolo museo privato che racchiude alcuni reperti, fotografie e documenti della Grande Guerra.

## Gli accessi
Le vie d'accesso alla cima del Monte Piana sono molteplici, lungo sentieri di diversa difficoltà. 
- Dalla strada Misurina - Tre Cime di Lavaredo (con navetta circa 20', a piedi ore 1/1.30, dislivello 450 metri, difficoltà E):

La cima è raggiungibile su una comoda strada parzialmente asfaltata, la quale però è stata chiusa al traffico dal 1998, anche per le biciclette, e porta direttamente al rifugio Angelo Bosi. È comunque disponibile un servizio navetta che dalla località la Loita, di fronte al campeggio di Misurina, risale la tortuosa ex-strada militare italiana, che nel tratto finale è stata addirittura scavata nella roccia. Questa strada è lunga 6 chilometri, con un dislivello di 565 metri.

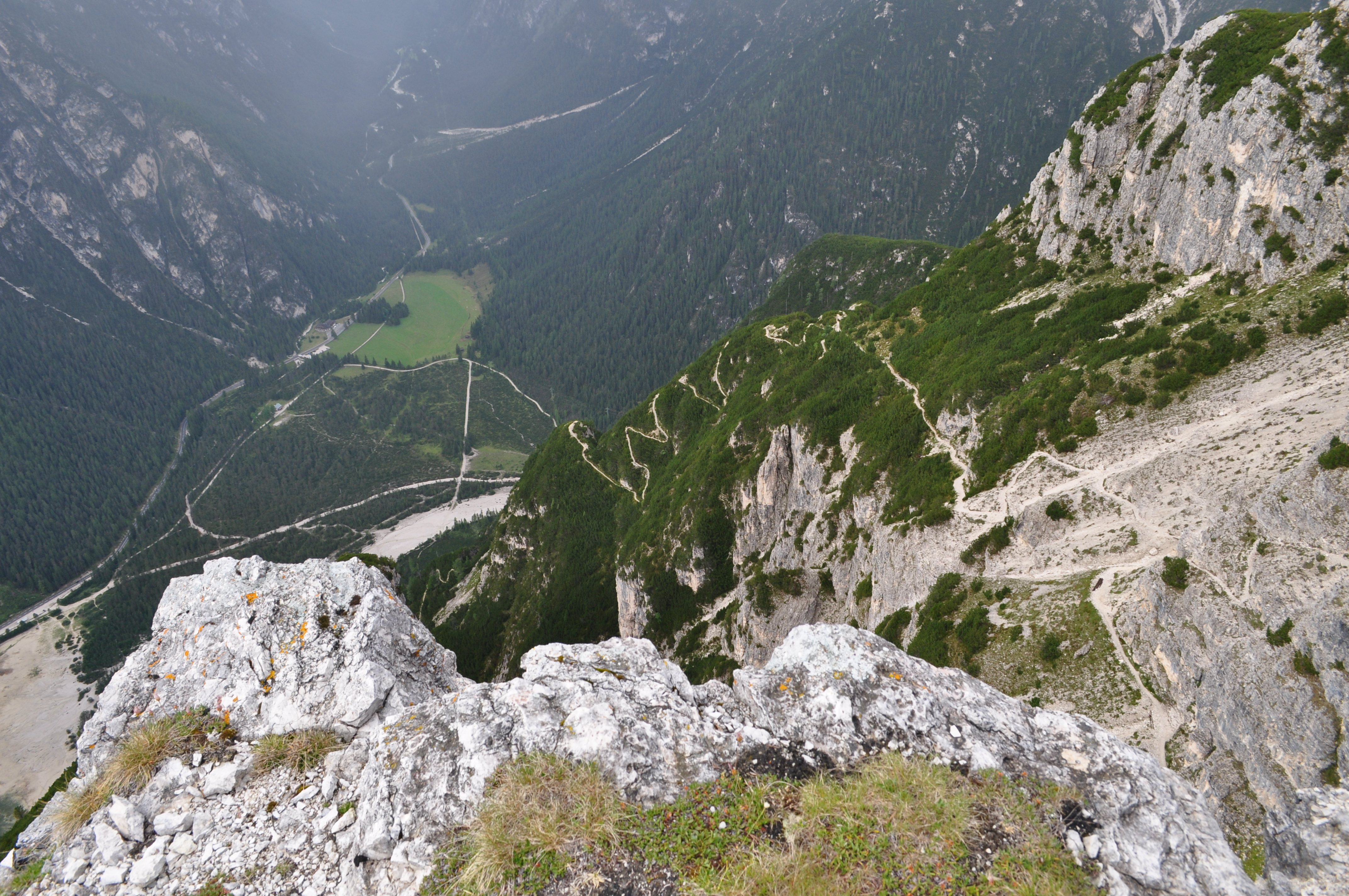
La serpentina del Pionierweg e sullo sfondo Landro

- Da Landro (circa 3 ore, dislivello circa 900 m, difficoltà EE):

Il primo accesso a piedi è la strada militare sul vecchio versante austriaco che prevede di partire dalla sponda nord del lago di Landro e risalire per il sentiero dei Pionieri (Pionerweg). Superato il torrente Rienza si segue il sentiero dei Pionieri e in circa 45' si arriva alla base del monte Piano; da qui parte un sentiero a serpentine che porta ai primi baraccamenti austriaci. A circa 200 m dalla sommità si incontra un bivio: sulla sinistra è presente l'attacco per la via ferrata "Colonnello Bilgeri" che si può percorrere in alternativa al sentiero militare, che invece continua sulla destra e conduce al comando del battaglione austriaco, e continuando a salire lungo una scalinata scavata nella roccia si giunge alla sommità dove si diramano diversi sentieri.
- Da Carbonin (circa 2.50 ore, dislivello circa 900 metri, difficoltà EE):

Un secondo accesso è presso la sponda del lago di Landro meridionale, risalendo il sentiero dei Turisti n°6 (Touristensteig), più semplice, ma comunque lungo e in alcuni tratti in cattive condizioni. È consigliabile l'uso del set da ferrata. Partendo dalla strada che collega Carbonin a Misurina prima del ponte sul torrente Marogna, si incontra una mulattiera che sale sul ciglione ovest di monte Piana. Dopo aver superato un tratto leggermente esposto in ferrata, si arriva ad un bivio: prendendo il sentiero di sinistra si arriva fino alla forcella dei Castrati, poi alla Piramide Carducci e quindi al rifugio Bosi.

## Ricettività
Sul monte Piana l'unica struttura ricettiva è il rifugio Angelo Bosi, ma la non eccessiva difficoltà di accesso al monte e al suo "Museo all'aperto" permette ai visitatori di sostare e pernottare anche in strutture presenti tutt'intorno al rilievo. Vicino al lago di Landro sono presenti due alberghi mentre a valle, prima di giungere alla strada militare di accesso al rifugio Bosi, è presente anche il rifugio Lago d'Antorno  e poco distante vi è un campeggio da cui parte il servizio navetta verso il rifugio Bosi.